# Gunstar Super Heroes
Gunstar Super Heroes (Japonés: ガンスタースーパーヒーローズ; Gunstar Future Heroes en Europa) es un título de Game Boy Advance creado por Treasure Co. Ltd. Es una secuela de Gunstar Heroes, con la historia que tiene lugar después de los acontecimientos del juego original y con un sistema de combate ampliado sobre su predecesor. Una de las críticas negativas fue el problema de que se corrompía la partida en la versión japonesa original si el jugador cae a la calavera. Ese problema se corrigió en las demás regiones.

## Historia
Tomando lugar después de la destrucción del "Dios de la Ruina" (también conocido como Plata de Oro, el jefe final) al final de Gunstar Heroes, la explosión creó cuatro lunas orbitando la Tierra. Sin embargo, muchos años después, la creación de una quinta luna revela un plan para resucitar una vez más el malévolo Imperio y la Plata de Oro.
Los Protagonistas Rojo y Azul, llamados así en homenaje a los legendarios guerreros de los héroes Gunstar originales, combaten al Imperio como parte de una organización llamada "El Tercer Ojo". Junto con Amarillo, los Gunstars deben viajar a las lunas, detener el Imperio resucitado y recuperar las Gemas del Tesoro, cuatro piedras místicas con un poder desconocido que impulsó la historia del juego anterior. Super Heroes tiene diferentes argumentos basados en la dificultad elegida y el personaje que el jugador está jugando.
La mayoría de los personajes de Gunstar Super Heroes llevan el nombre de personajes de los Gunstar Heroes originales, y aunque muchos de estos nuevos personajes tienen distintas similitudes con los personajes equivalentes del primer juego, una excepción notable es Red, que es mujer, a diferencia del Gunstar Red original, que era hombre.

## Jugabilidad
El modo de juego hace un número de cambios de los héroes Gunstar original. Los controles para Rojo y Azul ya no se distinguen por el Tiro Libre y Fijo y ambos tienen controles más avanzados, iguales y versátiles. Se elimina el lanzamiento del original y ahora se ejecutan varios ataques cuerpo a cuerpo utilizando los botones A y B en combinación con el D-pad. La habilidad de combinar diferentes armas está ausente - en su lugar, el jugador tiene la opción de seleccionar entre tres tipos de armas en cualquier momento del juego. El juego también utiliza un contador de sobrecarga que se llena a medida que el jugador vence a los enemigos, utilizando esta energía permite al jugador para disparar un ataque de gran alcance.

## Recepción
El juego fue casi universalmente elogiado por la crítica como un juego de acción convincente y recibió altas puntuaciones, incluso recibiendo varios premios "Mejor Juego de GBA de E3 2005". Sin embargo, el juego aún no se ha vendido muy bien, y Nintendo Power ha instado a los jugadores en numerosas ocasiones a conseguir el juego, decepcionado de que no aparecía en la lista de los juegos GBA más vendidos.